# George Postelnicu
George Postelnicu (n. 3 mai 1964, București, România) este prim-balerin al Operei Naționale din București, profesor de balet și coregraf.

## Biografie
A studiat baletul clasic (metoda Vaganova) la Liceul de Coregrafie „George Enescu” din București, sub îndrumarea maeștrilor Ștefan Bănică, Constantin Marinescu și Gheorghe Iancu. După absolvire, a fost angajat la Opera Națională din București, unde la nouăsprezece ani a debutat ca Prim balerin în rolul „Franz” din baletul „Coppelia”.
De-a lungul anilor a interpretat primele roluri ale repertoriului clasic: „Paquita”, „Frumoasa din pădurea adormită” (Prințul Desiré și Pasărea albastră), „Spărgătorul de nuci” (Prințul), „Cenușăreasa” (Prințul), „Don Quijote” (Basilio & Espado), „Corsarul” (Alì), „Esmeralda” (Acteon), „Bayadera” (Solor), „La Fille Mal Gardée” (Colen), „Carmen Suite” (Torero), „Lacul lebedelor” (Bufonul & Pas de trois), „Romeo și Julieta” (Mercutio) și alte roluri principale în balete contemporane precum: „Sacre du Printemps”, „Carnaval la Veneția”, „L’apres midi d’ un faune” etc. Finalist la concursul internațional de la Osaka (1987), a câștigat premiul special „Pentru cel mai bun cuplu” la concursul internațional de la Varna (1990) împreună cu partenera lui Alma Munteanu. Și-a îmbogățit experiența artistică în calitate de Prim Balerin în: Uniunea Sovietică, Ungaria, Germania, Belgia, Olanda, Luxemburg, Austria, Elveția, Israel, Iugoslavia, Japonia, Coreea de Sud, Taiwan, Hong Kong, Thailanda, Vietnam, Grecia, Italia și Spania.
Pentru merite artistice excepționale, în 2004, Președintele României i-a acordat „Ordinul Meritul Cultural” în grad de Cavaler. Din 1996 a început să creeze coregrafii precum: „Anotimpurile” de Vivaldi, „Carmen Suite” de Shchedrin, „Mozartiana” de Mozart, „Noaptea Walpurgis” de Gounod, „Daphnis și Chloe” de Ravel.
În prezent colaborează ca maestru de balet clasic și repertoriu cu Opera Națională din București, cu Teatrul de Operă și Balet „Oleg Danovschi” din Constanța (Romănia), cu Teatrul de Balet din Sibiu (Romănia), cu Opera Comică Pentru Copii din București (Romănia) și cu Teatrul de Balet din Novi Sad (Serbia). Este maestru de balet clasic, de caracter, de repertoriu, pas de deux și în străinătate (Italia, Germania).
Împreună cu soția sa, a creat evenimentul artistic „Dance Campus & Contest San Francesco di Paola”, la care participă în fiecare an tineri dansatori din întreaga lume și profesori de renume internațional.
2016-2022: Director Artistic „Dance Campus & Contest San Francesco di Paola”.
2004: Cavaler pentru „Meritul Cultural”.
1996-2002: Profesor de balet clasic, caracter, repertoriu, pas de deux.
1982-1996: Prim Balerin la Opera Naționala din București.
1990: Câștigă premiul special „Pentru cel mai bun cuplu” la concursul internațional de la Varna (1990) împreună cu partenera lui Alma Munteanu.
1989: Urmează lecțiile de balet la Teatrul Bolșoi din Moscova (clasa Iagudin).
1987: Finalist la concursul internațional de la Osaka.
1973-1982: Student la Liceul de Coregrafie „George Enescu” din București.

## Viața personală
Este căsătorit cu fosta balerină (Opera Națională București) și actriță Maria Postelnicu. Împreună au o fiică pe nume Alexandra.